# هیولاها علیه بیگانگان
هیولاها علیه بیگانگان (به انگلیسی: Monsters vs. Aliens) فیلم پویانمایی سه‌بعدی محصول شرکت دریم‌ورکس انیمیشن آمریکا است که در ۲۰ مارس ۲۰۰۹ اکران شد.
این فیلم قرار بود در ماه مه ۲۰۰۹ اکران شود، ولی تاریخ اکران آن به ۲۷ مارس ۲۰۰۹ تغییر کرد. هم‌چنین نسخه دی‌وی‌دی و بلو-ری آن در ۲۹ سپتامبر ۲۰۰۹ منتشر شد. گروهی از صداپیشگان از جمله ریس ویترسپون، ست روگن، هیو لوری، ویل آرنت، کونارد ورنون، رین ویلسون، کیفر ساترلند، استیون کلبر و پاول راد در این انیمیشن ایفای نقش کرده‌اند.

## داستان
سوزان مورفی قرار است تا به زودی با گزارشگر آب‌وهوای تلویزیون درک دیتل ازدواج کند. اما درست در روز ازدواجش، شهاب‌سنگی حاوی عنصر کوانتینیوم به او برخورد می‌کند و قد او به ۴۵ متر می‌رسد و جثه‌اش بسیار بزرگ می‌شود. عروسی او به هم می‌خورد و نیز به یک مخفیگاه فوق سری منتقل می‌شود. آن‌جا با هیولاهایی عجیب و غریب که مانند انسان‌ها حرف می‌زنند، برخورد می‌کند. به او توضیح داده می‌شود که دولت از ۵۰ سال پیش تصمیم گرفته به مردم القا کند که هیولاها فقط در افسانه‌ها هستند و خود این مخفیگاه فوق سری را ساخته تا دانشمندان به جمع‌آوری و آزمایش روی این هیولاها بپردازند. به او گفته می‌شود که دیگر هیچگاه از آنجا بیرون نخواهد رفت و دیگر خانواده‌اش را نمی‌بیند. سوزان آن‌جا به هیولاهایی به نام هپعه انگول، حلقه، باب و دکتر سوسک آشنا می‌شود. «حلقه» نوعی ماهی است بیست‌هزار سال یخ زده بوده و در عصر جدید یخش آب شده و به زندگی برگشته و توسط دانشمندان دستگیر شده‌است. «باب» نوعی موجودی ژله‌ای است که در آزمایشگاه و بر اثر آزمایش روی گوجه فرنگی به وجود آمده‌است. «دکتر سوسک» هم در واقع انسان بوده و وقتی در حال تحقیق بر روی سوسک‌ها بوده‌است که به شکل سوسک درآمده‌است. «نی‌نی» کرم ابریشمی که بر اثر آزمایش‌های هسته‌ای اندازه‌اش بسیار بزرگ شده‌است. در همین زمان موجود بیگانه‌ای به نام گالاکساهار متوجه می‌شود که سنگ کوانتینیوم روی زمین فرود آمده. او به این ماده شدیداً نیاز دارد و برای همین رباتی به زمین می‌فرستد تا این عنصر را برای او ببرد. انسان‌ها که توان مقابله با این ربات را ندارند از هیولاها و سوزان کمک می‌خواهند و می‌گویند در عوض به آن‌ها آزادی خواهند داد. سوزان و دوستانش به جنگ ربات می‌روند و آن را شکست می‌دهند و آزادی را به دست می‌آورند. بعد از این سوزان به پیش نامزدش دِرِک می‌رود و از او می‌خواهد که با هم زندگی کنند؛ ولی دِرِک می‌گوید که او خیلی بزرگ شده‌است و نمی‌تواند با او باشد. سوزان در اینجا پی به خودخواهی درک می‌برد. گالاکساهار هم که می‌بیند با ربات نمی‌تواند کوانتینیوم را به دست بیاورد تصمیم می‌گیرد خودش به زمین بیاید و آن را بگیرد. این عنصر نیز در بدن سوزان است و برای این کار او سوزان را می‌رباید. عنصر را از بدن او درمی‌آورد و سوزان دوباره کوچک می‌شود. دوستان سوزان تصمیم می‌گیرند تا به کمک او بروند. آن‌ها به داخل سفینهٔ گالاکساهار می‌روند و انهدام خودکار سفینه را فعال می‌کنند. اما نمی‌توانند از سفینه خارج شوند. برای همین سوزان تصمیم می‌گیرد تا دوباره عنصر را وارد بدن خود کند و دوباره بزرگ شود. او این کار را می‌کند و دوستانش را نجات می‌دهد. گالاکساهار و سفینه‌اش نابود می‌شوند. در برگشت از آن‌ها مانند قهرمان‌ها استقبال می‌شود.

## صداپیشگان
ریس ویترسپون به جای سوزان مورفی:زنی عادی که با برخورد شهاب‌سنگ به او به یک‌باره و به‌طور غیرعادی غول‌پیکر می‌شود.
ست روگن به جای بی. او. بی:هیولایی ژله‌ای که در زمان آزمایش ژنتیکی بر روی گوجه‌فرنگی ایجاد شده‌است. 
هیو لوری به جای دکتر سوسک:انسانی که بر اثر آزمایش‌هایی که روی سوسک‌ها انجام داده‌است به سوسک تبدیل شده‌است.
ویل آرنت به جای حلقهٔ گمشده:نوعی ماهی است بیست‌هزار سال یخ زده بوده و در عصر جدید یخش آب شده و به زندگی برگشته و توسط دانشمندان دستگیر شده‌است.
کنراد ورنن به جای نی‌نی:کرم ابریشمی که بر اثر آزمایش‌های هسته‌ای اندازه‌اش بسیار بزرگ شده‌است.
رین ویلسون به جای گالاکساهار:موجود بیگانه و بی‌رحمی که سعی دارد عنصر کوانتینیوم را به دست بیاورد و زمین را نابود کند.
کیفر ساترلند به جای جنرال وارن آر. مانگر:فرمانده نظامی که مسئول مخفیگاه هیولاها نیز هست.
استیون کلبر به جای رئیس‌جمهور آمریکا.
پاول راد به جای دِرِک.